# Yorkshire County Cricket Club
Lo Yorkshire County Cricket Club è una delle 18 squadre di cricket che rappresentano le contee tradizionali nel County Championship. Si tratta del club di maggior successo della competizione avendo vinto il torneo 32 volte (di cui una, quella del 1949, condivisa con il Middlesex). Disputa la maggior parte delle sue partite domestiche all'Headingley Carnegie Cricket Ground di Leeds.

## Palmares
- County Championship (32) – 1893, 1896, 1898, 1900, 1901, 1902, 1905, 1908, 1912, 1919, 1922, 1923, 1924, 1925, 1931, 1932, 1933, 1935, 1937, 1938, 1939, 1946, 1949 (condiviso), 1959, 1960, 1962, 1963, 1966, 1967, 1968, 2001, 2014
- FP Trophy (3) – 1965, 1969, 2002
- National League (1) – 1983
- Benson & Hedges Cup (1) –  1987